# Asthenolabus scutellatus
Asthenolabus scutellatus är en stekelart som först beskrevs av Léon Abel Provancher 1875.  Asthenolabus scutellatus ingår i släktet Asthenolabus och familjen brokparasitsteklar. Inga underarter finns listade.